# Lilium speciosum
Lilium speciosum es una especie de planta de flores de la familia Liliaceae nativa de Japón.

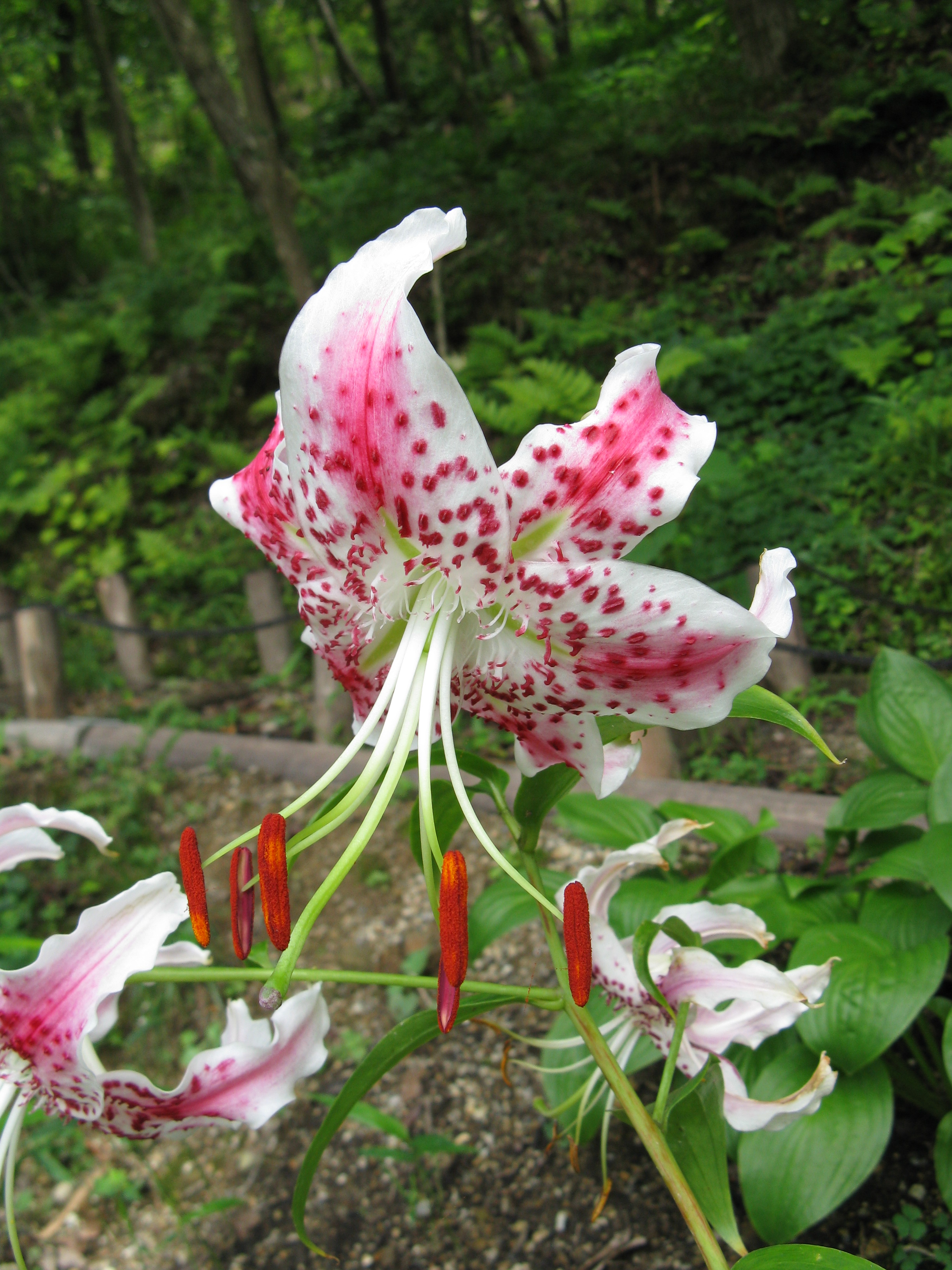
Detalle de la flor

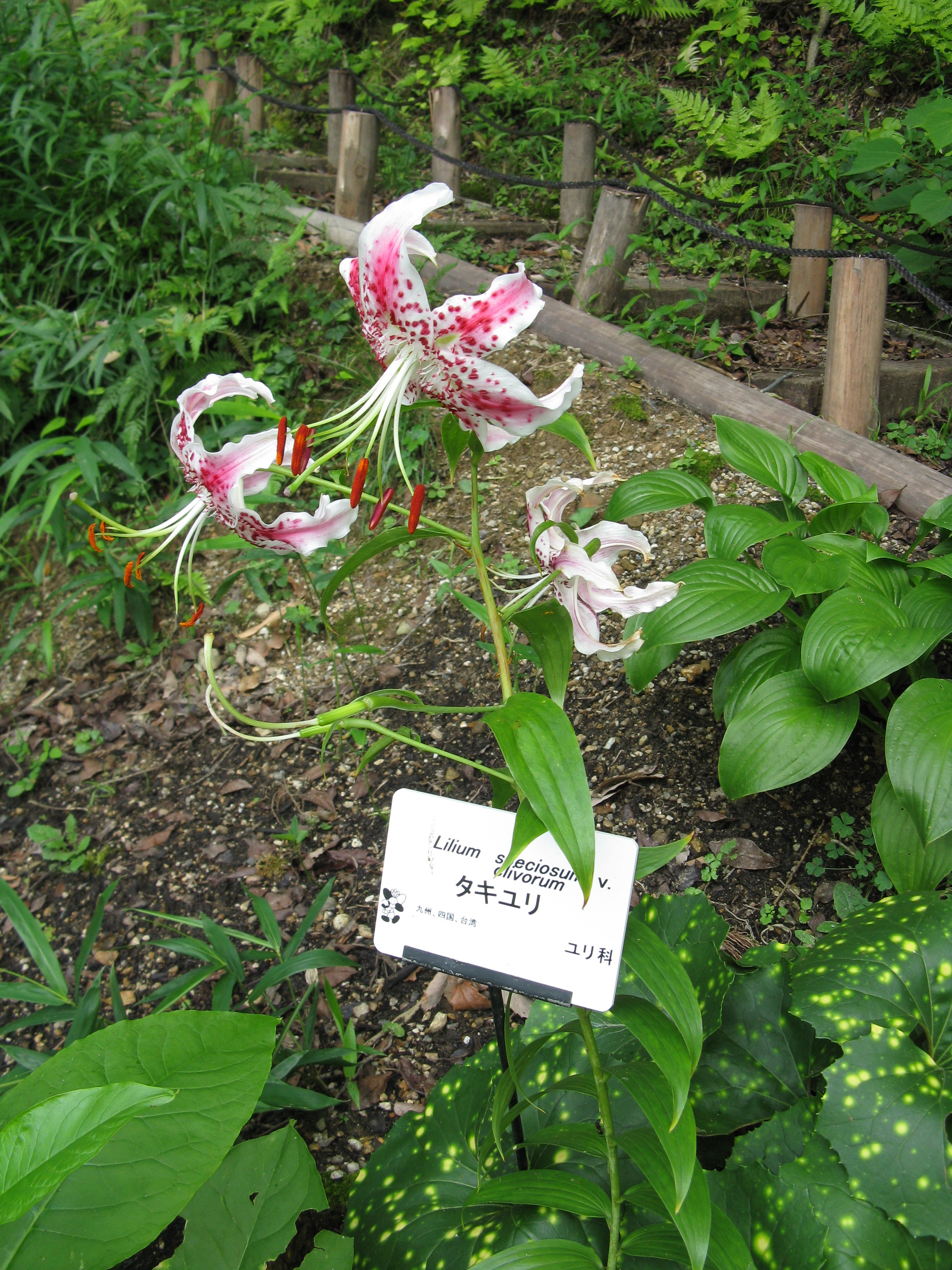
Vista de la planta

## Descripción
Es una planta que alcanza los 15 dm de altura. Tiene las flores de color blanco o rosado y fuertemente perfumadas. Florece más tarde que otras especies y forma parte de muchos jardines por cultivada como planta ornamental. 

## Taxonomía
Lilium speciosum fue descrita por Carl Peter Thunberg y publicado en Transactions of the Linnean Society of London 2: 332–333. 1792.

## Variedades
var. gloriosoides  Baker
- Lilium speciosum f. sanguineopunctatum S.Abe & Tamura, 1981 nom. inval.

var. speciosum
- Lilium speciosum f. album Mast.
- Lilium speciosum f. album-novum Mallet
- Lilium speciosum f. coccineum S.Abe & Tamura, 1981
- Lilium speciosum f. compactum S.Abe & Tamura, 1981
- Lilium speciosum f. concolor S.Abe & Tamura, 1981
- Lilium speciosum f. erectum Walker
- Lilium speciosum f. kraetzeri Duch. ex Baker, 1874
- Lilium speciosum f. melpomene Elwes
- Lilium speciosum f. metaroseum S.Abe & Tamura, 1981
- Lilium speciosum f. punctatum Courtois
- Lilium speciosum f. radiatum S.Abe & Tamura, 1981
- Lilium speciosum f. rubropunctatum S.Abe & Tamura, 1981
- Lilium speciosum f. rubrum Mast.
- Lilium speciosum f. vestale Masters
- Lilium speciosum f. vittatum S.Abe & Tamura
- Lilium speciosum var. album Masters ex Baker, 1873
- Lilium speciosum var. clivorum S.Abe & Tamura, 1981
- Lilium speciosum var. magnificum Wallace
- Lilium speciosum var. roseum Masters ex Baker, 1873
- Lilium speciosum var. rubrum Masters ex Baker, 1873
- Lilium speciosum var. tametomo Siebold & Zucc.